# Ismael Pereira Lyon
Ismael Pereira Lyon (Santiago de Chile, 9 de abril de 1911 - ibidem, 5 de agosto de 2007) fue un agricultor y político conservador chileno. Se desempeñó como diputado de la República durante cuatro periodos legislativos no consecutivos, en las décadas de 1940, 1950 y 1960.

## Familia y estudios
Nació en Santiago, el 9 de abril de 1911, en el "Palacio Pereira", mandado a construir por su abuelo Luis Pereira Cotapos; fue hijo de Ismael Pereira Íñiguez y de Luz Lyon Lynch.
Realizó sus estudios primarios en el Colegio Jesuita Stella Matutina en Feldrich, Austria y los secundarios en el Liceo Alemán de Santiago, de donde egresó en 1927; luego continuó los superiores en agricultura en la Pontificia Universidad Católica (PUC).
Se dedicó a las labores agrícolas, explotando el fundo "Santa Amelia de Almahue" en la comuna de Pichidegua.
Se casó en Santiago, el 2 de diciembre de 1939, con Ana Yrarrázaval Yrarrázaval, con quien tuvo cinco hijos: Ismael, José Miguel, Antonio, Ana María y Carmen.

## Carrera política
Militó en el Partido Conservador, siendo dirigente y segundo vicepresidente; integró también, el Partido Conservador Unido. Fue elegido como alcalde de Pichidegua, cargo que ejerció entre los años 1934 y 1940.
En las elecciones parlamentarias de 1945, fue elegido como diputado por la Décima Agrupación Departamental (correspondiente a los departamentos de San Fernando y Santa Cruz), por el período legislativo 1945-1949. Durante su gestión fue diputado reemplazante en la Comisión Permanente de Hacienda e integró la Comisión Permanente de Agricultura y Colonización y la de Economía y Comercio.
En las Elecciones parlamentarias de 1949, fue reelegido como diputado por la misma Agrupación Departamental, por el periodo 1949-1953. En esa oportunidad fue diputado reemplazante en la Comisión Permanente de Educación Pública; en la de Hacienda; en la Defensa Nacional; en la de Asistencia Médico-Social e Higiene; y en la de Trabajo y Legislación Social. Asimismo, integró la Comisión Permanente de Agricultura y Colonización.
Luego de un receso, en las Elecciones parlamentarias de 1957, fue nuevamente elegido como diputado, pero esta vez por la Séptima Agrupación Departamental (Santiago), Tercer Distrito, por el período 1957-1961; integró la Comisión Permanente de Gobierno Interior, de la que fue su presidente.
En las Elecciones parlamentarias de 1961, obtuvo la reelección como diputado por la misma Agrupación y Distrito, por el período 1961-1965; fue diputado reemplazante en la Comisión Permanente de Asistencia Médico-Social e Higiene.
Se destacó, durante su trabajo parlamentario, porque fue el gestor de la ley n° 9.135, llamada la «Ley Pereira», que impulsó la construcción de "habitaciones económicas", como se llamó a este tipo de viviendas, que gozaron de exenciones tributarias, lo que permitió acceder a ellas, a sectores de ingresos medios.
Entre otras actividades, fue director de la Sociedad Hogar Obrero; miembro de la Sociedad Nacional de Agricultura (SNA); socio honorario del Club de La Unión, del Club de Polo San Cristóbal y del Automóvil Club de Chile.
En el año 1987 se incorporó al naciente partido Renovación Nacional (RN).
Falleció el 5 de agosto de 2007, en Santiago de Chile.

## Historial electoral
Diputado entre 1961-1965 del 3.er. Distrito Metropolitano de Puente Alto en el PCU.